# Otis (Massachusetts)
Otis es un pueblo ubicado en el condado de Berkshire en el estado estadounidense de Massachusetts. En el Censo de 2010 tenía una población de 1.612 habitantes y una densidad poblacional de 16,36 personas por km².

## Geografía
Otis se encuentra ubicado en las coordenadas 42°12′16″N 73°5′6″O / 42.20444, -73.08500. Según la Oficina del Censo de los Estados Unidos, Otis tiene una superficie total de 98.51 km², de la cual 92.05 km² corresponden a tierra firme y (6.55%) 6.45 km² es agua.

## Demografía
Según el censo de 2010, había 1.612 personas residiendo en Otis. La densidad de población era de 16,36 hab./km². De los 1.612 habitantes, Otis estaba compuesto por el 97.58% blancos, el 0.12% eran afroamericanos, el 0.25% eran amerindios, el 0.56% eran asiáticos, el 0% eran isleños del Pacífico, el 0.25% eran de otras razas y el 1.24% pertenecían a dos o más razas. Del total de la población el 1.12% eran hispanos o latinos de cualquier raza.